# أبريكفانيوس سورينسيس
أبريكفانيوس سورينسيس هو نوع من أسماك المياه العذبة التي تنتمي إلى عائلة أفانيداي .  وهي تعيش في حوض نهر واد الساورة في الجزائر.  هذا النوع مهدد بالانقراض بسبب تلوث المياه وسحب المياه للاستخدام الزراعي. وقد شوهد آخر مرة في البرية في عام 2003. لم تتمكن الكثير من الدراسات البحثية اللاحقة العثور على هذا النوع، على الرغم من احتمال وجود مجموعة صغيرة ؛ تم تقييمه آخر مرة بواسطة IUCN 2021 وتم إدراجه على أنه مهدد بالانقراض بشدة، ومن المحتمل أن يكون منقرضًا في البرية.     